# Guangdong Southern Tigers
El Guangdong Winnerway (Hongyuan) Southern Tigers (en chino, 广东宏远宝玛仕华南虎) más conocido como Guangdong Southern Tigers es un equipo de baloncesto chino con sede en la ciudad de Dongguan, en la región de Guangdong, que actualmente compite en la Chinese Basketball Association (CBA), la máxima competición nacional. 
Disputa sus partidos en el Dongguan City Stadium, con capacidad para 5000 espectadores.

## Historia
El club se fundó en 1993, participando en la CBA desde su fundación en 1995, siendo subcampeón en su primera temporada. Desde la temporada 2003-04 es el claro dominador de la competición, habiendo conseguido 6 de los últimos 7 campeonatos disputados, consolidándose así como el mejor equipo de toda China.
En sus filas jugaron jugadores que posterior o anteriormente jugaron en una franquicia de la National Basketball Association, considerada la mejor liga del mundo, como Yi Jianlian, Laron Profit, David Harrison, Aaron Brooks o James Singleton.
Lo extraño es que, aun siendo el mejor equipo de China, nunca se ha enfrentado a una franquicia de la NBA, ni siquiera en amistosos, cosa que si hicieron otros equipos de su país como los Shanghai Sharks, los Bayi Rockets, los Guangzhou Long-Lions e incluso la selección nacional.

## Palmarés

### Torneos nacionales
- CBA: 2003/04, 2004/05, 2005/06, 2007/08, 2008/09, 2009/10, 2012/13

Finalista (3): 1995/96, 2002/03, 2006/07

## Jugadores destacados
| - Li Chunjiang (1993-1999) - Li Qun (1995-2006) - Jason Dixon (1998-2001,2002-presente) - Du Feng (1999-presente) - Zhu Fangyu (1999-presente) | - Yi Jianlian (2002-2007) - Wang Shipeng (2002-presente) - Laron Profit (2003−2004) - Lamond Murray (2007−2008) - Smush Parker (2009−Presente) |